# Mitchell Crooks
Mitchell Crooks (Noord-Ierland, 24 december 1960), is een Brits dartspeler uit Noord-Ierland.
In 1990 speelde hij op de WK van de BDO. In de eerste ronde verloor hij van Jocky Wilson uit Schotland met 1-3. In 1993 speelde hij in de eerste ronde tegen Alan Warriner uit Engeland. Mitchell verloor met 0-3. In 2001 verloor hij in de eerste ronde van Ronnie Baxter uit Engeland met 1-3. In 2000 won hij de WDF Europe Cup door in de finale Ritchie Davies uit Wales met 4-3 te verslaan. Mitchell Crooks is de eerste Noord-Ier die Europees kampioen is geworden.
Op de WDF Europe Cup 2010 en de WDF World Cup 2011 was Crooks de teammanager van het herenteam van Noord-Ierland.

## Resultaten op Wereldkampioenschappen

### BDO
- 1990: Laatste 32 (verloren van Jocky Wilson met 1-3)
- 1993: Laatste 32 (verloren van Alan Warriner-Little met 0-3)
- 2001: Laatste 32 (verloren van Ronnie Baxter met 1-3)

### WDF
- 1991: Laatste 128 (verloren van Aulis Nissinen met 1-4)
- 1993: Laatste 32 (verloren van Tony Payne met 0-4)
- 1999: Laatste 64 (verloren van Peter Hunt met 3-4)